# Phil Bengtson
John Phillip Bengtson (né le 17 juillet 1913 - mort le 18 décembre 1994) est un joueur et entraîneur de football américain qui est surtout pour avoir été le coordinateur défensif de Vince Lombardi aux Packers de Green Bay et son successeur en 1968.
Phil Bengtson meurt à l'âge de 81 ans des suites d'une longue maladie à San Diego le 18 décembre 1994.